# Veveřský potok (přírodní památka)
Veveřský potok (též Veverský potok) je přírodní památka v okrese České Budějovice. Nachází se na rozhraní Novohradského podhůří a Novohradských hor přibližně 1 km směrem na jih od Nových Hradů. Přírodní památka je v péči Krajského úřadu Jihočeského kraje.

## Předmět ochrany

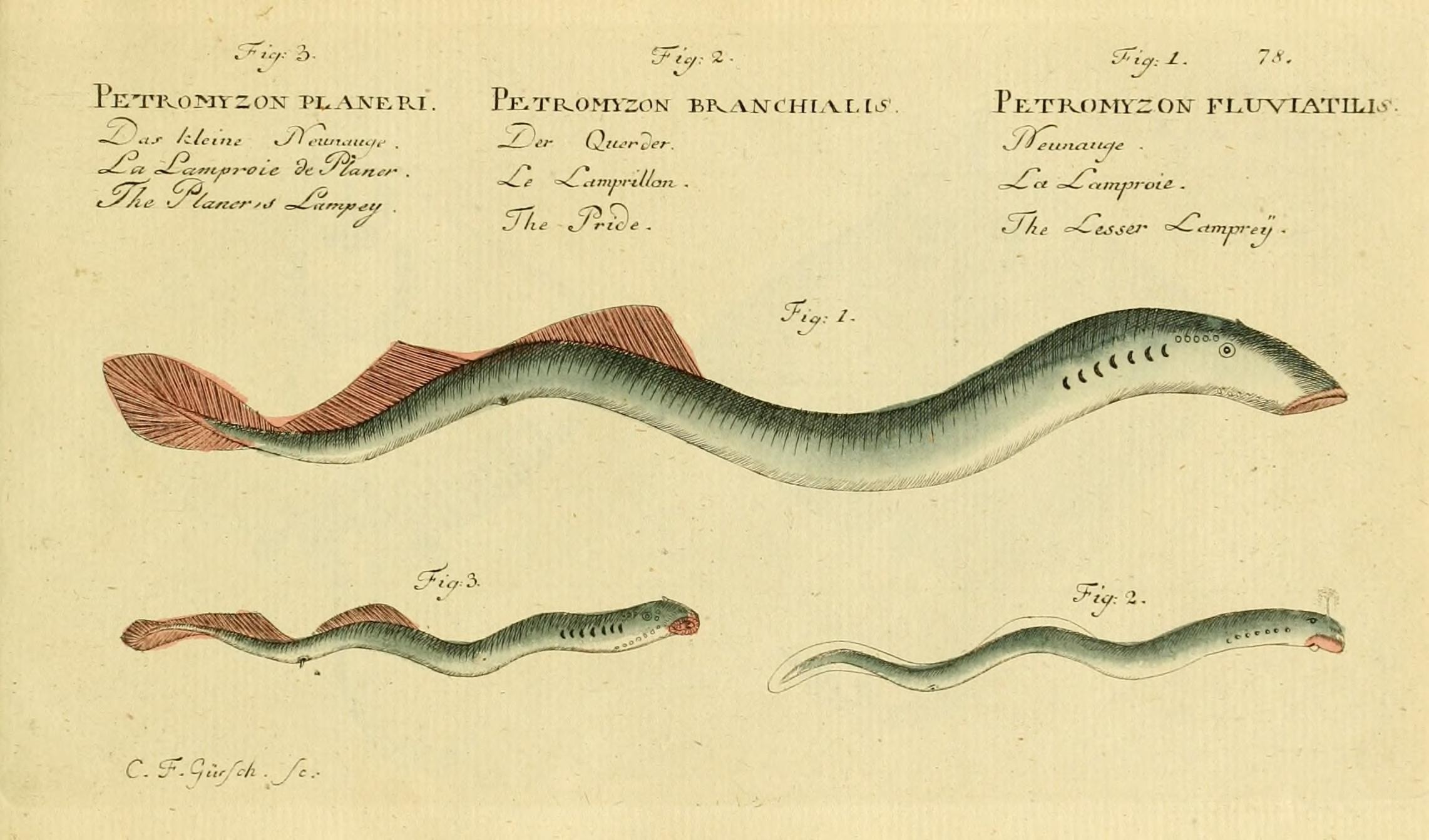
Mihule potoční na vyobrazení v díle "Ichthyologie: Histoire naturelle des poissons" z roku 1796

Chráněné území s rozlohou 34,47 ha, které bylo vyhlášeno nařízením Jihočeského kraje č. 26/2013 ze dne 14. listopadu 2013, se rozkládá v údolí Veveřského potoka na katastrálním území Mýtiny a Veveří u Nových Hradů a chrání jeho tok v délce necelých pěti kilometrů. Důvodem jeho zřízení je ochrana evropsky významné lokality s výskytem vzácných a ohrožených živočišných druhů, především kriticky ohroženého druhu mihule potoční (Lampetra planeri) a jejího biotopu.

## Geografická poloha
Přírodní památka zahrnuje horní tok Veveřského potoka na území Přírodního parku Novohradské hory. Na severu hraničí s územím krajinné památkové zóny Novohradsko, na jihu končí v nadmořské výšce kolem 700 metrů poblíž Ivanova pramene, který vyvěrá jižně od zaniklé vsi Jedlice, zlikvidované při budování tzv.železné opony. Studánka se nachází nad jímacími studnami zdejších pramenů, které již od roku 1639 jsou zdrojem pitné vody pro sedm kilometrů vzdálené město Nové Hrady. Toto prameniště je vzdáleno pouze zhruba 200 metrů od česko-rakouské státní hranice. Východně od někdejší vsi (později jen samoty) Veveří leží přírodní památka Přesličkový rybník.

## Dostupnost
Přímo chráněným územím podél Veveřského potoka neprochází žádná cesta - jedinou výjimku představuje v severní části údolí zhruba devítisetmetrový úsek místní komunikace, která vede z Nových Hradů do Veveří. Po této komunikaci také vede Evropská dálková cyklotrasa EV13 neboli "Trasa po železné oponě", která pak pokračuje směrem k jihu územím na levém břehu Veveřského potoka. V horní (jižní) části pak potok přetíná cyklostezka č. 1048 "Pamětí Novohradska", která směřuje z Dobré Vody na hraniční přechod Nové Hrady úpatím Vysoké a Mandelsteinu.